# مارتین برودرمولر
مارتین برودرمولر (انگلیسی: Martin Brudermüller؛ زادهٔ ۱۹۶۱) شیمی‌دان و مدیر اجرایی اهل آلمان است، که هم‌اکنون به‌عنوان مدیرعامل شرکت ب‌آاس‌اف فعالیت می‌کند.